# Артузов, Артур Христианович
Арту́р Христиа́нович Арту́зов (до 1918 года — Арту́р Евге́ний Леона́рд Фра́учи или Ренуччи; 18 февраля 1891, село Устиново, Тверская губерния — 21 августа 1937, Москва) — деятель советских органов государственной безопасности.
Артур Христианович — один из основателей советской разведки и контрразведки, корпусной комиссар (1935 год). Расстрелян «в особом порядке» в 1937 году. Реабилитирован посмертно.

## Биография

### Ранние годы
Артур Христианович Артузов родился 18 февраля 1891 года в селе Устиново Кашинского уезда Тверской губернии в семье швейцарского сыровара (итальянца по национальности) Христиана Фраучи, который приехал в Россию, где занимался выделкой сыра, работая в разных местах. Мать Артура Артузова, Августа Августовна Фраучи (урождённая Дидрикиль), имела латышские и эстонские корни, а один из её дедов был шотландцем. Супруги познакомились и поженились в России. В семье Фраучи было шестеро детей, Артур был старшим.
С детства Артузов был знаком с революционерами-большевиками Михаилом Кедровым и Николаем Подвойским, которые были частыми гостями в доме Фраучи, так как были женаты на сёстрах матери. С 1906 года Артузов участвовал в распространении нелегальной литературы.
В мае 1909 года окончил с золотой медалью Новгородскую классическую мужскую гимназию и поступил на металлургическое отделение Петроградского политехнического института, которое с отличием окончил в феврале 1917 года, после чего работал инженером-проектировщиком в Металлургическом бюро профессора Владимира Грум-Гржимайло.

### В органах госбезопасности
В августе 1917 года после возвращения из командировки в Нижний Тагил принял решение оставить профессию инженера-проектировщика и до декабря 1917 года работал в Управлении по демобилизации армии и флота. В декабре 1917 года вступил в ряды РСДРП(б). С декабря 1917 по март 1918 года работал секретарём Ревизионной комиссии наркомата по военным делам в Вологде и Архангельске, а с марта по август 1918 года был начальником партизанского отряда призывников на Северном фронте. Далее последовательно занимал должности начальника военно-осведомительного бюро Московского военного округа и начальника активной части отдела Военконтроля Реввоенсовета республики.
В январе 1919 года Артузов был назначен на должность особоуполномоченного Особого отдела ВЧК, затем последовательно занимал должности заведующего Оперативным отделом Управления Особого отдела ВЧК, с января 1921 г. — помощника начальника Особого отдела ВЧК, с июля того же года — заместителя начальника Особого отдела ВЧК—ОГПУ РСФСР. «С 1920 г. на правах члена Коллегии (по внутричекистским вопросам)», — писал Артузов в автобиографии. Летом 1920 г. ездил на Западный фронт с широкими полномочиями (право контроля работы особых отделов фронта и армий).
18 июля 1921 года президиумом ВЦИК А. Х. Артузов был награждён орденом Красного Знамени.
В июле 1922 года Артузов был назначен начальником новосозданного Контрразведывательного отдела (КРО) Секретно-оперативного управления (СОУ) ГПУ/ОГПУ. Возглавляя КРО, Артузов руководил крупными операциями «Трест» и «Синдикат-2», а также несколькими десятками других менее известных. В ходе операции «Трест», длившейся с 1922 по 1927 год, была полностью скована разведывательно-подрывная деятельность белоэмигрантских объединений на территории СССР. В результате операции «Синдикат-2» был арестован руководитель антисоветской эмигрантской организации «Народный союз защиты родины и свободы» Борис Савинков. Ещё одним успехом Артузова стал арест в 1925 году Сиднея Рейли. Артузов был инициатором и непосредственным разработчиком операции «Тарантелла».
Летом 1927 года Артузов был назначен по совместительству 2-м помощником начальника Секретно-оперативного управления ОГПУ Г. Г. Ягоды, а уже через четыре месяца, в ноябре, он был освобождён от работы в КРО. Работал в СОУ ОГПУ.
1 января 1930 года Артузов был назначен на должность заместителя начальника ИНО ОГПУ СССР, а 1 августа 1931 года — на должность начальника ИНО и члена коллегии ОГПУ СССР. За время командования Артузовым ИНО ОГПУ провёл десятки операций, в ходе которых были задействованы десятки кадровых сотрудников и сотни агентов. Важным направлением работы советской разведки было германское направление. Сотрудниками Артузова была создана агентурная сеть, поставлявшая советскому руководству ценные сведения о происходивших событиях в пришедшей к власти Национал-социалистической партии Германии, а также о деятельности ряда государственных органов и специальных служб. Во время работы Артузова в Иностранном отделе ОГПУ на советскую разведку работали знаменитые разведчики-нелегалы Фёдор Карин, Арнольд Дейч, Теодор Малли, Дмитрий Быстролетов и другие.
В мае 1934 года Артузов был назначен по совместительству на должность заместителя начальника IV (разведывательного) управления Штаба РККА. До этого назначения у начальника IV управления Я. К. Берзина не было официального первого заместителя, а только помощники. Артузов при назначении оговорил право взять с собой туда ряд сотрудников ИНО ОГПУ, в числе которых наиболее видными указывают Карина и Штейнбрюка, среди остальных Борис Эльман и другие).
В мае 1935 года Артузов был освобождён от обязанностей начальника ИНО ГУГБ НКВД СССР и полностью сосредоточился на работе в Разведывательном управлении Штаба РККА. Колпакиди и Прохоров отмечают, что переход Артузова с группой сотрудников в Разведупр означал ослабление ИНО ОГПУ и связывают это с изменениями внешнеполитической обстановки (сближением Германии и Польши, позицией Японии), почему «значение военной разведки резко возрастало». Под руководством Артузова работали такие знаменитые разведчики как Шандор Радо, Рихард Зорге, Ян Черняк, Рудольф Гернштадт, Хаджи-Умар Мамсуров.
21 ноября 1935 года Артузову было присвоено звание корпусной комиссар.
11 января 1937 года Артузов был освобождён от работы в Разведупре и направлен на работу в НКВД, где был назначен на должность научного сотрудника в архивный отдел. Б. И. Гудзь вспоминал:

Артузов сидел в маленькой комнатке, где помещались стол, заваленный делами, и два стула, грустно сказал: «Вот, поручили мне писать историю органов госбезопасности. Дело нужное, и лучше меня это никто не сделает».— «Кто виноват — Обвиняются в шпионаже»

### Арест и казнь
Арестован 13 мая 1937 года при исполнении служебных обязанностей по ордеру, подписанному Л. Н. Бельским и Н. Г. Николаевым-Журидом. Обвинён по ст.ст. 58-6 («шпионаж»), −8 («террор»), и −11 («участие в контрреволюционной заговорщической организации внутри НКВД»). Приказом народного комиссара внутренних дел СССР Н. И. Ежова № 1138 от 8 июля 1937 года уволен с ранее занимаемой должности и со службы вообще. Следствие по делу Артузова вёл Я. А. Дейч, начальник Секретариата НКВД СССР. Обвинительное заключение подписал заместитель наркома НКВД СССР Л. Н. Бельский.
20 августа 1937 г. в числе 38 человек подписан по 1-й категории (расстрел) в списке («за» Сталин, Косиор, Молотов, Каганович, Ворошилов). 21 августа 1937 года оформлен к высшей мере наказания «в особом порядке» подписями В. Ульриха, Г. Рогинского и Л. Бельского. Расстрелян в тот же день вместе с фигурантами списка (Ф. Я. Карин, О. О. Штейнбрюк, М. С. Горб, Б. М. Гордон, В. А. Илинич, А. С. Бакони, С. И. Чацкий, М. Н. Бельский-Минц, Юнона Пшепелинская (Альберт-Таккэ) и др.). Место захоронения — могила невостребованных прахов № 1 крематория Донского кладбища. 
7 марта 1956 года реабилитирован посмертно определением Военной коллегии Верховного Суда СССР.
В книге Антона Антонова-Овсеенко «Сталин без маски» (1990), указано, что в камере на Лубянке Артузов написал кровью на стене надпись «Честный человек должен убить Сталина». Этот же факт утверждается (с небольшими корректировками, что надпись была сделана на простыне и вывешена в окне камеры) в книге Юлиана Семёнова «Ненаписанные романы».

## Семья
- жена Лидия Дмитриевна (в девичестве Слугина) — с октября 1918 года
- вторая жена Инна Михайловна (по первому мужу Тылис) — с 1934 г. Родилась в 1905 г. в г. Москва; русская; образование начальное; б/п; домохозяйка. Проживала: г. Москва, ул. 3-я Тверская-Ямская, д. 21/23, кв. 26. Арестована 28 мая 1937 г. Внесена в список «Москва-центр» от 20.8.1938 по 1-й категории («Жёны врагов народа, подлежащие суду ВКВС СССР») — «за» Сталин и Молотов[10]. Приговорена к ВМН ВКВС СССР 26 августа 1938 г. по обвинению в шпионаже. Расстреляна в тот же день вместе с женами ряда известных чекистов, партийцев и военных. Место захоронения — спецобъект НКВД «Коммунарка». Реабилитирована 28 декабря 1955 г. ВКВС СССР[11]

Дети:
- сын Камилл (1923—1997) — известный советский скрипач и преподаватель музыки
- дочь Лидия (р. 1919)
- дочь Нора (р. 1920)
- Брат: Фраучи Рудольф Христианович. Родился в 1894 г. в д. Устиново Тверской губ.; швейцарец; образование среднее; б/п; подносчик артели «Древтара». Проживал: Московская обл., ст. Одинцово, пос. Верхнее Отрадное, д. 15. Арестован 23 марта 1938 г. Приговорен к ВМН Комиссией НКВД СССР и Прокурора СССР 29 июля 1938 г. по обвинению в «шпионаже в пользу Германии и контрреволюционной агитации среди колхозников». Расстрелян 9 августа 1938 г. Место захоронения — Московская обл., Бутовский полигон. Реабилитирован 7 марта 1956 г.[12]

## Память
19 ноября 2014 года в Санкт-Петербургском политехническом университете состоялась церемония открытия мемориальной плиты советского разведчика Артура Артузова.
Памятные доски в с. Устиново Кашинского р-на ( 25.08.2016) и в г. Москве, Милютинский пер., 9 (30.08.2016). Бюст (25.06.2017) и улица им. А.Артузова (17.09.2021) в г. Кашине Тверской области.

## Награды
- Два[14] Ордена Красного Знамени (18.07.1921, 1932). Другие источники[15][16] содержат информацию о награждении только одним орденом.
- Знак «Почётный работник ВЧК-ГПУ (V)» (1923)[15]
- Знак «Почётный работник ВЧК-ГПУ (XV)» (20.12.1932)[15]

## В культуре
Артур Артузов был одним из персонажей романа советского писателя Л. В. Никулина «Мёртвая зыбь», повествующем о чекистской операции «Трест». Роль Артура Христиановича в фильме «Операция „Трест“», поставленном в 1967 году по этому роману, сыграл Армен Джигарханян, а в двухсерийном историко-революционном советско-польском фильме «Крах операции „Террор“», поставленному по сценарию Юлиана Семёнова и вышедшему на экраны в 1980 году, — Артём Карапетян. В британском сериале «Рейли: король шпионов» (1983) роль Артузова исполнил Майкл Анджелис. 
Артузов представлен одним из главных героев в фантастическом романе Василия Кононюка «Я — меч, я — пламя!». В сериале «Государственная граница» в четвёртом фильме «Красный песок» роль Артузова исполнил Гирт Яковлев. В фильме «Вербовщик» из серии «Поединки» (2009) Артузова сыграл Андрей Казаков.